# Hull City A.F.C.
Hull City Association Football Club – angielski klub piłkarski z siedzibą w Kingston upon Hull w hrabstwie East Riding of Yorkshire występujący w Championship. Założony został w roku 1904. Jego najwyższa pozycja w lidze to trzecie miejsce w ówczesnej Second Division (drugiej lidze) w sezonie 1909/1910. Osiągnięcie to klub powtórzył w sezonie 2007/2008, kiedy awansował do Premier League pokonując w finale play-offów 1:0 drużynę Bristol City. Największym osiągnięciem drużyny w pucharach było dojście do finału Pucharu Anglii w roku 2014.
Klub swoje mecze domowe rozgrywa na stadionie KC Stadium w Hull. Wcześniej występował na Boothferry Park, jednak w roku 2002 przeniósł się na swój obecny obiekt, a Boothferry Park został zburzony. Zespół tradycyjnie gra w bursztynowo–czarnych koszulkach, stąd pochodzi ich przydomek The Tigers (Tygrysy). Od sezonu 1999/2000 maskotką klubu jest tygrys Roary.

## Historia
Hull City Association Football Club został założony w czerwcu 1904 roku. Już kilka lat wcześniej próbowano założyć w Hull klub piłkarski, okazało się to jednak trudne w mieście, gdzie dominowały kluby rugby: Hull FC, Hull Kingston Rovers oraz ich kibice.
W pierwszym sezonie w zawodowej piłce Hull City grało tylko towarzyskie spotkania, gdyż ze względu na swoją datę założenia nie mogło ubiegać się o członkostwo w The Football League w sezonie 1904/1905. Klub występował wówczas na stadionie The Boulevard, należącym wcześniej do drużyny rugby, Hull FC. Swoje debiutanckie spotkanie na tym obiekcie Hull rozegrało 1 września 1904 roku w zremisowanym 2:2 spotkaniu z Notts County przy sześciotysięcznej publiczności.
Hull wystąpiło wówczas po raz pierwszy w oficjalnych rozgrywkach, był to Puchar Anglii, zostało jednak z nich wyeliminowani po przegranej 7:4 w dwumeczu z drużyną Stockton. Po konflikcie z właścicielami The Boulevard klub przeniósł się na nowy stadion, który przeznaczony był do gry w krykieta, Anlaby Road Cricket Ground. Po rozegraniu 44 towarzyskich spotkań w poprzednim sezonie, Hulll City w sezonie 1905/1906 zaczęło występować w Football League Second Division (drugi szczebel rozgrywek). W tym samym czasie w tej lidze występowały między innymi Manchester United czy Chelsea oraz rywale Hull z tej samej części kraju: Leeds City, Bradford City oraz Barnsley. W pierwszym spotkaniu klub pokonał tę ostatnią drużynę 4:1. Ostatecznie Hull zakończyło rozgrywki na piątym miejscu w tabeli.
W kolejnym sezonie został wybudowany dla Hull nowy stadion naprzeciwko obiektu do krykieta. Pod wodzą Ambrose’ego Langleya klub zajmował miejsca w czołówce ligi. W sezonie 1909/1910 drużyna zajęła trzecie miejsce w tabeli, najlepsze w całej historii klubu, drugi był Oldham Athletic, walkę o awans Hull przegrało w średniej liczbie bramek, w czym był gorszy od Oldham o 0,29 bramki.

### Środek XX wieku
Największym osiągnięciem Hull City w pucharach było dojście do półfinału Pucharu Anglii w roku 1930. Do tej fazy rozgrywek Hull doszło pokonując Blackpool oraz Plymouth Argyle. Następnie drużyna wyeliminowała z rozgrywek Manchester City, w ćwierćfinale Hull spotkało się z drużyną Newcastle United. W pierwszym spotkaniu rozegranym na St James’ Park padł remis 1:1, zaś w dodatkowym spotkaniu Hull zwyciężyło 1:0. Półfinałowy pojedynek z Arsenalem został rozegrany na Elland Road w Leeds i zakończył się remisem 2:2, w drugim spotkaniu Arsenal wygrał 1:0. W finale Kanonierzy zwyciężyli Huddersfield Town.
W sezonie 1948/1949 Hull pod wodzą byłego reprezentanta Anglii, Raicha Cartera wygrało rozgrywki Third Division w rejonie północnym. Na nowo wybudowanym stadionie, Boothferry Park, w dzień Bożego Narodzenia w spotkaniu z Rotherham United zasiadło niemal 55 tysięcy kibiców, zaś w szóstej rundzie Pucharu Anglii w meczu z Manchesterem United na trybunach było obecnych 55 019 fanów co do dziś pozostaje rekordem frekwencji.
Hull City awansowało ponownie do drugiej ligi w latach 1959 oraz 1966, kiedy to klub balansował między ligami; w tym drugim przypadku osiągnął awans wygrywając rozgrywki Third Divison. Hull City po przegraniu meczu w serii rzutów karnych w półfinale Watney Mann Invitation Cup z Manchesterem United 1 sierpnia 1970 roku stało się pierwszą na świecie drużyną, która odpadła z pucharu w wyniku takiego sposobu rozstrzygania spotkań. Na początku lat 80., kiedy drużyna grała w Fourth Division problemy finansowe klubu doprowadziły do ogłoszenia bankructwa.
W roku 1983 drużyna pod wodzą trenera Colina Appletona oraz prezesa Dona Robinsona, którzy przybyli do zespołu z Scarborough awansowała do trzeciej ligi. W tym czasie w Hull City grali młodzi zawodnicy tacy jak późniejszy reprezentant Anglii Brian Marwood, późniejszy selekcjoner angielskiej kadry Steve McClaren, środkowy napastnik Billy Whitehurst oraz Les Mutrie. Kiedy klub przegrał walkę o awans w następnym sezonie różnicą jednej bramki Appleton opuścił Hull i został trenerem Swansea City.
Hull City i Grimsby Town byli jedynymi zawodowymi klubami, które miały oficjalne pozwolenia na rozgrywanie spotkań ligowych w dzień Bożego Narodzenia, co spowodował ważny w tym okresie roku handel rybami. Tradycja ta obecnie zanikła po drastycznym zmniejszeniu liczby kutrów w ostatnich latach.

### Koniec XX stulecia
Hull awansowało do drugiej ligi w roku 1986 pod wodzą grającego trenera Briana Hortona. W lidze tej klub grał przez następne pięć lat, po czym, w roku 1991 spadł do trzeciej ligi, kiedy to trenerem był Terry Dolan. W sezonie 1991/1992 klub zajął 14. lokatę w lidze, przez co mogli rywalizować w następnym sezonie w nowej Football League Division Two. W pierwszym sezonie po reorganizacji ligi Hull obroniło się od spadku, jednak zarząd nie zwolnił Dolana i przez następne dwa sezony klub zajmował miejsca w środkowej części tabeli. Trudności finansowe utrudniały rozwój City i tacy zawodnicy jak Dean Windass czy Andy Payton musieli zostać wyprzedani w celu uniknięcia likwidacji klubu. Forma zespołu prezentowana w 1995/1996 sprawiła, że klub spadł do Division Three.
W roku 1997 klub został kupiony przez byłego tenisistę, Davida Llyoda. Nowy właściciel zwolnił Dolana po tym jak Hull zajęło 17. miejsce w lidze. Nowym szkoleniowcem klubu został Mark Hateley. Forma Hull prezentowana w lidze sprawiła, że drużyna znajdowała się w dole tabeli i mogła spaść z ligi. Lloyd sprzedał drużynę w listopadzie 1998 roku konsorcjum z rejonu Yorkshire, jednak dalej pozostał właścicielem Boothferry Park. Hateley odszedł z drużyny w tym samym miesiącu gdy klub znajdował się w dolnej strefie tabeli. Jego następcą został 34-letni Warren Joyce, który wyprowadził drużynę z bezpośredniego zagrożenia spadkiem. Kibice Hull City sezon ten nazywają „Wielką Ucieczką” (The Great Escape). Po tym wyczynie, w kwietniu 2000 roku Brian Little zastąpił Joyce’a na stanowisku trenera drużyny.
Little ożywił atmosferę w klubie i udało mu się pobudzić zawodników do skutecznej gry, mimo  że klub w tym okresie zmagał się z krótkotrwałym zajęciem mienia na Boothferry Park przez komorników i realną groźbą likwidacji. Hull w sezonie 2000/2001 zakwalifikowało się do play-offów Division Three, w której klub odpadł w półfinałach. Nowym prezesem zespołu został Adam Pearson, który wcześniej był dyrektorem od spraw reklamy w Leeds United. Poprawił on sytuację finansową klubu.

### Lata 2000–2010
Nowy prezes zainwestował w klub i postanowił odbudować drużynę. Hull przez większą część sezonu 2001/2002 zajmowało miejsca dające grę w play-offach ale na dwa miesiące przed końcem rozgrywek Little został zwolniony i drużyna pod wodzą jego następcy, Jana Mølby’ego, spadła na 11. lokatę.
Przez pierwszą część sezonu 2002/2003 Hull zajmowało miejsca w ostatniej części tabeli, z tego powodu w październiku 2002 roku Mølby został zwolniony ze swojego stanowiska. W grudniu nowym trenerem klubu został Peter Taylor, dwa miesiące później Hull  po 56 latach gry na Boothferry Park przeniosło się na nowy, mogący pomieścić ponad 25 tysięcy kibiców KC Stadium. W sezonie tym klub zakończył rozgrywki na trzynastym miejscu.

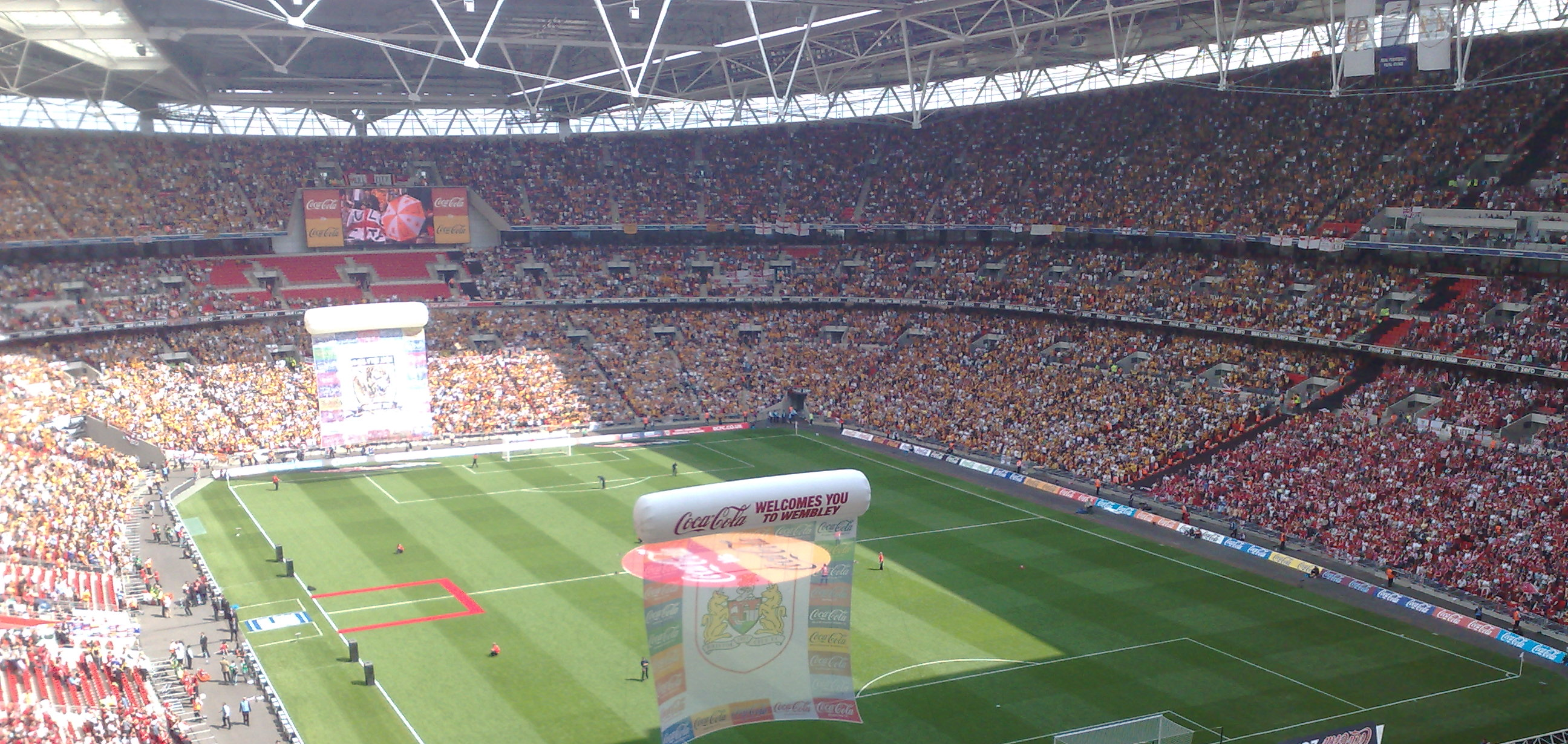
Stadion Wembley przed finałowym meczem play-offów, w którym Hull zmierzył się z Bristol City

Dwa sezony po przeprowadzce na nowy obiekt były dla klubu lepsze niż poprzednie. W sezonie 2003/2004 Hull zajęło drugie miejsce w trzeciej lidze zaś rok później zajęło również drugą lokatę w League One i awansowało do Championship, drugiej klasy rozgrywkowej w Anglii. Sezon 2005/2006 Hull zakończyło na 18. miejscu, dziesięć punktów za strefą spadkową, była to najwyższa pozycja drużyny w lidze od 16 lat.
W kwietniu 2006 roku Taylor opuścił klub i został szkoleniowcem Crystal Palace. 29 czerwca zastąpił go Phil Parkinson, 4 grudnia tego samego roku został zwolniony ze stanowiska, ponieważ Hull znajdowało się w strefie spadkowej, mimo iż  2 miliony funtów na transfery. Phil Brown został tymczasowym trenerem zespołu, zaś w styczniu 2007 roku klub zatrudnił go na stałe. Wyprowadził on Hull ze strefy spadkowej oraz wykupił napastnika Deana Windassa, który przebywał na wypożyczeniu z  Bradford City. Osiem zdobytych przez niego bramek pomogły zająć Hull 21. miejsce w Championship i zarazem utrzymać się w lidze. Pod koniec sezonu były szkoleniowiec klubu, Brian Horton, został asystentem Browna.
Adam Person sprzedał klub konsorcjum prowadzonemu przez Paula Duffena w czerwcu 2007 roku, oświadczając, że „zaprowadził klub tak daleko jak mógł” i chciałby zrzec się kontroli nad drużyną. Zapowiedział, że zaangażuje się do zdobycia „rzeczywiście znaczących” środków finansowych dla Hull. Z zarządu klubu odszedł 31 lipca i zerwał w ten sposób wszystkie więzi z klubem.

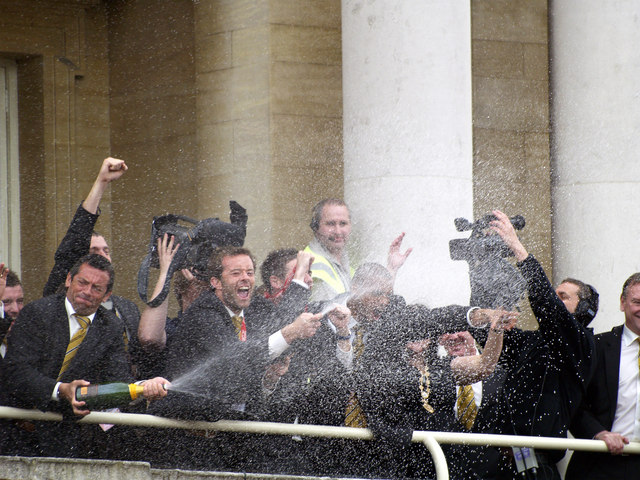
Phil Brown i gracze cieszą się z awansu zespołu do Premier League w roku 2008

Pod wodzą Paula Duffena oraz Phila Browna Hull City obroniło się przed spadkiem w sezonie 2006/2007 zaś rok później zajęło trzecie miejsce w  i zapewniło sobie grę w fazie play-off. W półfinale klub pokonał Watford 6:1 i awansował do finału, w którym wygrał 1:0 z Bristol City a jedyną bramkę w meczu zdobył Dean Windass. Ich awans z trzeciej ligi do najwyższej klasy rozgrywkowej w Anglii w ciągu pięciu sezonów jest trzecim wynikiem w historii.
Mimo iż Hull było jednym z beniaminków, w pierwszym meczu sezonu pokonało Fulham 2:1. Z jedną porażką po dziewięciu spotkaniach klub był w czołówce tabeli oraz zajmował trzecie miejsce pod względem różnicy bramek po wygranym 3:0 spotkaniu z West Bromwich Albion. Dziesięć lat wcześniej drużyna występowała w czwartej klasie rozgrywkowej. Forma zespołu jednak stopniowo słabła, jednak klub dzięki porażce Middlesbrough i Newcastle United utrzymał się w lidze.
29 października 2009 roku Paul Duffen zrezygnował ze stanowiska prezesa klubu. 2 listopada jego miejsce zajął Adam Pearson. 15 marca 2010 roku Phil Brown został zwolniony ze stanowiska szkoleniowca zespołu. Dwa dni później nowym trenerem Hull City został Iain Dowie.

### Od 2010
W sezonie 2013/14 pod wodzą Steve’a Bruce’a Hull awansowało do Premier League. W tym samym sezonie Tygrysy zagrały w przegranym 3-2 finale Pucharu Anglii z Arsenalem. Rok później nie udało się utrzymać w najwyższej klasie rozgrywkowej i Hull ponownie zagościło w Championship. Rok później wrócili do Premier League.

## Barwy i herb
Przez większą część swojej historii drużyna ubrana była w czarno-pomarańczowe koszulki oraz czarne spodenki. Od tych barw wziął się przydomek Hull – The Tigers (Tygrysy). Jednak w pierwszym meczu klubu z Notts County w roku 1904 drużyna założyła białe koszulki, czarne spodenki oraz czarne getry. W czasie pierwszego sezonu w lidze zawodnicy ubrani byli w czarno-bursztynowe koszulki oraz czarne spodenki co stało się zwyczajem aż do początku drugiej wojny światowej, z wyjątkiem jednego sezonu, w którym nosili błękitne koszulki. Po zakończeniu wojny strój Hull jeszcze przez jeden sezon składał się z  błękitnych koszulek, jednak zmieniono je na bursztynowe, które były podstawowymi do początku lat 60.  W tym okresie powrócono do noszonych wcześniej pasów.
Od połowy lat 70. do początku lat 80. drużyna używała dwóch wersji koszulek: bez pasków i z paskami. Pod koniec lat 80. do stroju dodany został kolor czerwony jednak nie na długo. Na stroju w początku lat 90. były w użyciu dwa wzory „skóry tygrysa”, które były opisywane w wielu artykułach o najgorszych strojach piłkarskich. W sezonie 1998/1999 wprowadzona została koszulka w pasy przechodzące z bursztynowego koloru w biel, strój ten jednak, jak poprzedni, okazał się niepopularny. Od początku XXI wieku do roku 2004 drużyna nosiła pomarańczowe koszulki, świętując zarazem stulecie istnienia przez zakładanie strojów podobnych do noszonych przed stu laty.
Przez ponad 40 lat Hull City nie miało herbu klubu na swoich koszulkach. Do roku 1955 na trykocie widniała głowa tygrysa na żółtej tarczy, zaś później herb został zmieniony i była w nim tylko głowa tygrysa. Herb był eksponowany na koszulkach jeszcze przez cztery lata, po czym zniknął ze stroju. Następnie, w roku 1971, klub powrócił do noszenia herbu. Było to praktykowane przez kolejne cztery lata, po czym na koszulce pozostawiono jedynie skrót klubu – „HCAFC”. W latach 1980–1998 nad skrótem był również herb zespołu. Następne logo, które obowiązuje do dziś przedstawia głowę tygrysa na bursztynowej tarczy, nazwę klubu oraz przydomek – The Tigers.

## Stadiony

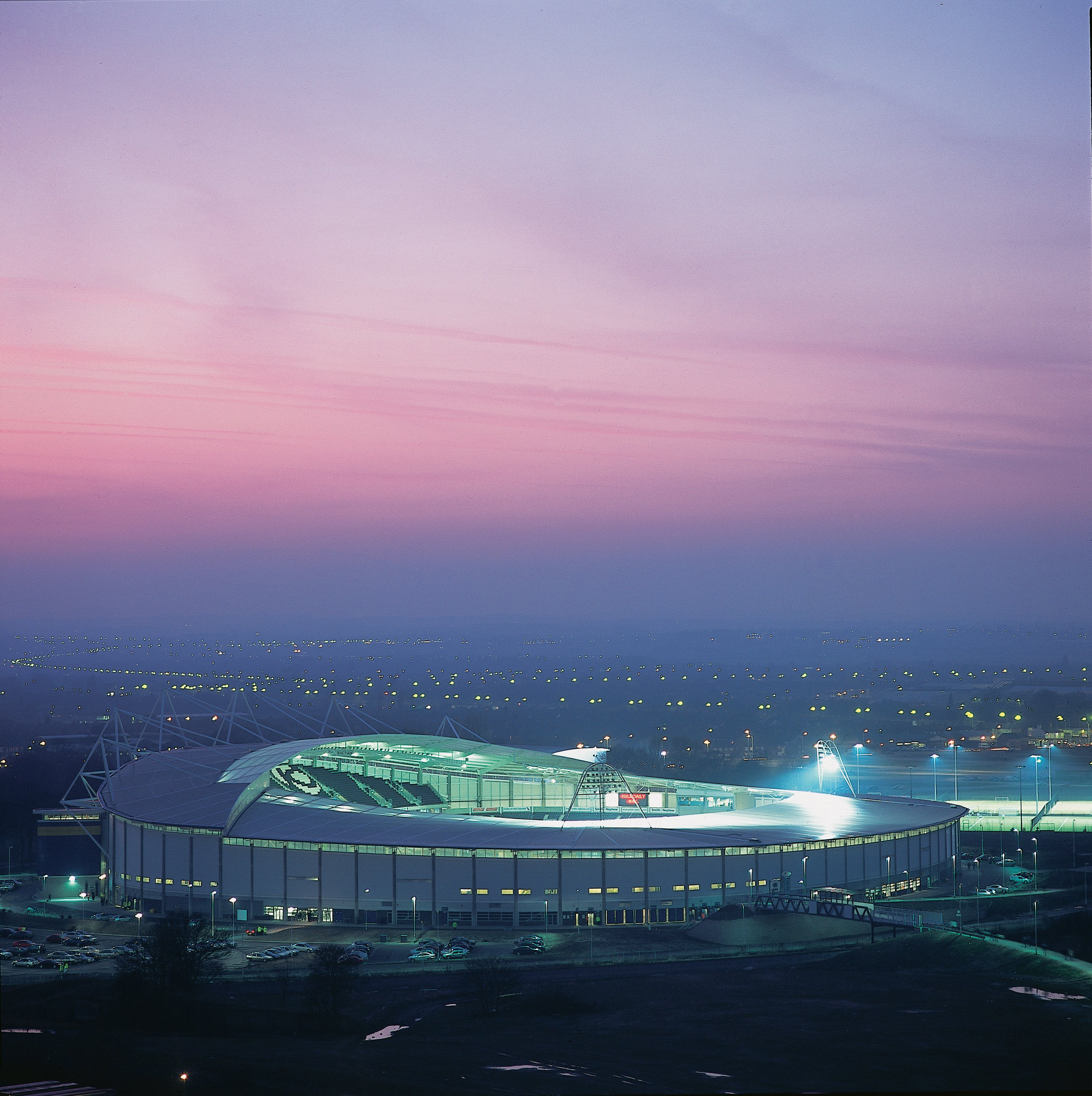
KC Stadium

W latach 1904–1905 Hull City domowe mecze rozgrywało na stadionie The Boulevard. Obiekt ten klub użytkował w porozumieniu z drużyną rugby i Hull mogło grać swoje mecze tylko wówczas kiedy drużyna rugby nie grała swojego spotkania, klub musiał płacić za to 100 funtów rocznie. Hull wybudowało później swój własny stadion – Anlaby Road, który otwarty został w roku 1906.
Przez stadion miała jednak przebiegać linia kolejowa i klub, myśląc o swojej przyszłości, mieć własny obiekt. W roku 1929 klub wynegocjował dzierżawę ziemi pomiędzy Boothferry Road a North Road sfinansowaną pożyczką od The FA.
W czasie drugiej wojny światowej Anlaby Road został zbombardowany, a jego naprawa kosztowała tysiąc funtów. W tym samym czasie The Cricket Club złożył wypowiedzenie dzierżawy i w roku 1943 umowa dzierżawna została oficjalnie zakończona. Hull było zmuszone grać na Boulevard w latach 1944–1945 z powodu zniszczenia Anlaby Road przez niemieckie bomby oraz złego stanu planowanego obiektu o nazwie Boothferry Road.
Hull kontynuowało rozwój Boothferry Road i zleciło wykonanie planów. Prace rozpoczęły się jednak dopiero od roku 1932 z powodu problemów finansowych, została rozpoczęta tylko budowa trybun oraz wyłożono murawę. Z powodu propozycji wybudowania wieloużytkowego obiektu na tym miejscu plany chwilowo popadały w zwątpienie. Jednak nie została przedstawiona racjonalna wartość terenu i prace nad obiektem Hull ponownie się rozpoczęły w roku 1939. Obiekt otwarty został 31 sierpnia 1946 roku pod nazwą Boothferry Park. W roku 1949 w meczu Hull z Manchesterem United na trybunach zasiadło 55 019 osób, co jest rekordem frekwencji na Boothferry Park.
W roku 2002 Hull City wraz z drużyną rugby, Hull F.C. przeniosło się na nowo wybudowany KC Stadium. Obiekt ten został w roku 2006 „Najlepszym stadionem Football League”.

## Statystyki i rekordy
Rekordzistą pod względem występów w Hull City jest Andy Davidson, który zagrał w 520 oficjalnych spotkaniach. Drugie miejsce w tej klasyfikacji zajmuje George Madison, który zaliczył 430 występy. Najlepszym strzelcem drużyny jest natomiast Chris Chilton, który zdobył 222 bramek we wszystkich rozgrywkach (193 w lidze, 16 w Pucharze Anglii i 10 w Pucharze Ligi.
Najwyższe zwycięstwo Hull City w lidze to wygrana 11:1 z Carlisle United w Division Three (trzeciej lidze) w roku 1939, najwyższa porażka to natomiast przegrana 8:0 z Wolverhamptonem Wanderers w roku 1911.
Najwięcej kibiców Hull City, bo 55 019 zasiadło na Boothferry Park 26 lutego 1949 roku w meczu z Manchesterem United, na obecnym stadionie, KC Stadium, najwyższa frekwencja to 24 924 kibiców, którzy zasiedli na trybunach 17 stycznia 2009 roku w spotkaniu z Arsenalem.
Największa kwota transferu jaką klub otrzymał to 1,25 miliona funtów wpłacone w czerwcu 2006 roku od Crystal Palace za Leona Corta. Największa suma wydana to natomiast 5 milionów funtów wydane w styczniu 2009 roku za Jimmy’ego Bullarda z Fulham.

## Obecny skład
Stan na 8 sierpnia 2018
| Nr | Poz. | Piłkarz          |
| -- | ---- | ---------------- |
| 1  | BR   | David Marshall   |
| 2  | OB   | Eric Lichaj      |
| 3  | OB   | Ondřej Mazuch    |
| 4  | OB   | Jordy de Wijs    |
| 5  | OB   | Reece Burke      |
| 6  | PO   | Kevin Stewart    |
| 7  | PO   | Evandro          |
| 9  | NA   | Nouha Dicko      |
| 10 | PO   | Jon Toral        |
| 11 | NA   | David Milinkovic |
| 12 | BR   | George Long      |
|    |      |                  |

| Nr | Poz. | Piłkarz                           |
| -- | ---- | --------------------------------- |
| 15 | OB   | Angus MacDonald                   |
| 16 | PO   | Jackson Irvine                    |
| 17 | OB   | Todd Kane (wypożyczony z Chelsea) |
| 18 | PO   | Daniel Batty                      |
| 19 | NA   | Will Keane                        |
| 20 | NA   | Jarrod Bowen                      |
| 22 | PO   | Markus Henriksen                  |
| 23 | OB   | Stephen Kingsley                  |
| 24 | PO   | James Weir                        |
| 25 | NA   | Fraizer Campbell                  |
| 36 | BR   | Callum Burton                     |
|    | BR   | Will Mannion                      |

### Piłkarze na wypożyczeniu
| Nr | Poz. | Piłkarz |
| -- | ---- | ------- |

## Trenerzy

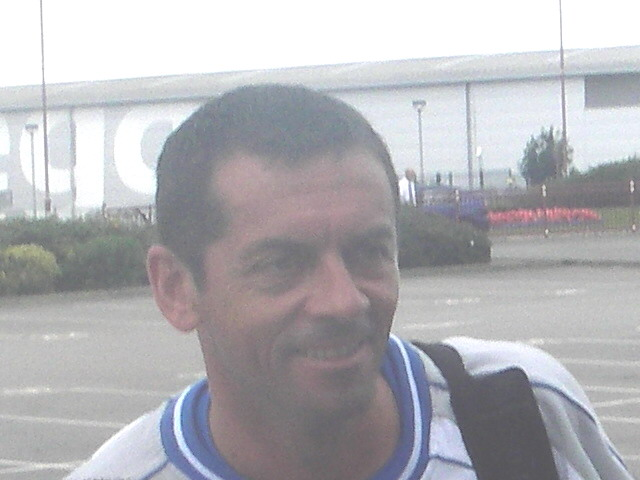
Phil Brown, szkoleniowiec Hull City w latach 2006–2010

Chronologiczna lista trenerów klubu od roku założenia klubu.
| Trener           | Kraj              | Lata      |
| ---------------- | ----------------- | --------- |
| James Ramster    | Anglia            | 1904–1905 |
| Ambrose Langley  | Anglia            | 1905–1913 |
| Harry Chapman    | Anglia            | 1913–1914 |
| Fred Stringer    | Anglia            | 1914–1916 |
| David Menzies    | Anglia            | 1916–1921 |
| Percy Lewis      | Anglia            | 1921–1923 |
| Billy McCracken  | Irlandia Północna | 1923–1931 |
| Haydn Green      | Anglia            | 1931–1934 |
| Jack Hill        | Anglia            | 1934–1936 |
| David Menzies    | Anglia            | 1936      |
| Ernest Blackburn | Anglia            | 1936–1946 |
| Franck Buckley   | Anglia            | 1946–1948 |
| Raich Carter     | Anglia            | 1948–1951 |
| Bob Jackson      | Anglia            | 1952–1955 |
| Bob Brocklebank  | Anglia            | 1955–1961 |
| Cliff Britton    | Anglia            | 1961–1969 |
| Terry Neill      | Irlandia Północna | 1970–1974 |
| John Kaye        | Anglia            | 1974–1977 |
| Bobby Collins    | Szkocja           | 1977–1978 |
| Ken Houghton     | Anglia            | 1978–1979 |
| Mike Smith       | Anglia            | 1979–1982 |

| Trener         | Kraj              | Lata      |
| -------------- | ----------------- | --------- |
| Bobby Brown    | Szkocja           | 1982      |
| Colin Appleton | Anglia            | 1982–1984 |
| Brian Horton   | Anglia            | 1984–1988 |
| Eddie Gray     | Szkocja           | 1988–1989 |
| Colin Appleton | Anglia            | 1989      |
| Stan Ternent   | Anglia            | 1989–1991 |
| Terry Dolan    | Anglia            | 1991–1997 |
| Mark Hateley   | Anglia            | 1997–1998 |
| Warren Joyce   | Anglia            | 1998–2000 |
| Billy Russell  | Szkocja           | 2000      |
| Brian Little   | Anglia            | 2000–2002 |
| Billy Russell  | Szkocja           | 2002      |
| Jan Mølby      | Dania             | 2002      |
| Billy Russell  | Szkocja           | 2002      |
| Peter Taylor   | Anglia            | 2002–2006 |
| Phil Parkinson | Anglia            | 2006      |
| Phil Brown     | Anglia            | 2006–2010 |
| Iain Dowie     | Irlandia Północna | 2010      |
| Nigel Pearson  | Anglia            | 2010–2011 |
| Nick Barmby    | Anglia            | 2011–2012 |
| Steve Bruce    | Anglia            | 2012–2016 |

## Sukcesy
- Football League Championship
  - Zwycięzca play-offów (1): 2008

- Football League One
  - 2. miejsce (1): 2005

- Football League Third Division
  - Mistrz (1): 1966
  - Awans z 3. miejsca (1): 1985

- Football League Division Three
  - 2. miejsce (1): 2004

- Football League Third Division North
  - Mistrz (2): 1933, 1949
  - 2. miejsce (1): 1959

- Football League Fourth Division
  - 2. miejsce (1): 1983

- FA Cup
  - Finalista (1): 2014

## Europejskie puchary
Legenda do wszystkich tabel:
- Q – runda eliminacyjna, 1/16, 1/8, 1/4, 1/2 – odpowiednia faza rozgrywek, Grupa – runda grupowa, 1r gr – pierwsza runda grupowa, 2r gr – druga runda grupowa, F – finał, R – runda, PO – play-off
- k. – rzuty karne, los. – losowanie, Dogr. – dogrywka, w. – zasada bramek strzelonych na wyjeździe

| Sezon   | Rozgrywki   | Runda | Klub       | Dom | Wyjazd | Ogólnie |
| ------- | ----------- | ----- | ---------- | --- | ------ | ------- |
| 2014/15 | Liga Europy | 3Q    | AS Trenčín | 2–1 | 0–0    | 2–1     |
| 2014/15 | Liga Europy | PO    | Lokeren    | 2–1 | 0–1    | 2–2, w. |

## Rywale

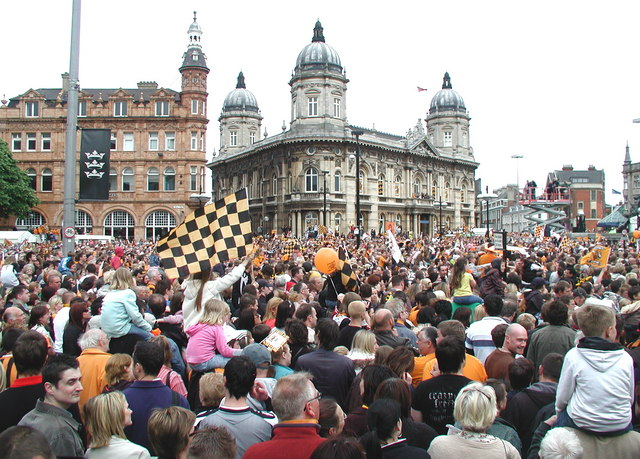
Kibice Hull City świętują awans klubu do Premier League w roku 2008

W przeprowadzonej w roku 2003 ankiecie kibice Hull City za największego rywala klubu uznali Leeds United, choć nie jest to odwzajemnione. Rywalizacja ta w dużym stopniu spowodowana jest tym, że fani Leeds mieszkali w Hull w czasie gdy Leeds było w wyższej lidze niż The Tigers. Rywalizacja ta wzrosła jeszcze bardziej w czasach gdy obydwa kluby występowały w  The Championship.
Innymi rywalami Hull z racji położenia są: Scunthorpe United oraz Grimsby Town. Gdy w sezonie 2007/2008 Scunthorpe i Hull grały w jednej lidze kibice mogli kolejny raz obejrzeć Derby Humber.
Klub rywalizuje również z Sheffield United. Początki tej rywalizacji sięgają lat 70. oraz 80., kiedy to obydwie drużyny występowały razem w różnych ligach. W roku 1984 Sheffield wygrało walkę o awans do wyższej ligi z Hull poprzez różnicę jednej bramki, zaś 33 bramki dla Sheffield strzelił były napastnik Hull – Keith Edwards. Ostatnie spotkanie City w sezonie przeciwko Burnley zostało przełożone z powodu złej pogody; spotkanie klub rozpoczął wiedząc, że zwycięstwo 3:0 daje im awans, wygrali jednak 2:0 a na trybunach oprócz kibiców obydwóch drużyn zasiedli także fani Sheffield.
Do rywali Hull zaliczają się także Lincoln City i York City.

## Sponsorzy
Lista sponsorów Hull City od sezonu 1975/1976.
| Lata      | Producent koszulek   | Sponsor         |
| --------- | -------------------- | --------------- |
| 1975–1980 | Europa Sports        | ––              |
| 1980–1982 | Adidas               | ––              |
| 1982–1983 | Admiral              | ––              |
| 1983–1984 | Admiral              | Hygena          |
| 1984–1986 | Admiral              | Arrow Air       |
| 1986–1987 | Admiral              | Twydale         |
| 1987–1988 | Admiral              | Mansfield Beers |
| 1988–1989 | Admiral              | Riding Bitter   |
| 1989–1990 | Admiral              | Dale Farm       |
| 1990–1993 | Match Winner         | Bonus           |
| 1993–1994 | Match Winner, Pelada | Pepis           |

| Lata      | Producent koszulek | Sponsor                                 |
| --------- | ------------------ | --------------------------------------- |
| 1994–1995 | Pelada             | Needlers Sweets                         |
| 1995–1997 | SuperLeague        | IBC                                     |
| 1997–1999 | SuperLeague        | University of Hull                      |
| 1999–2001 | Avec               | IBC                                     |
| 2001–2002 | Patrick            | Sportscard                              |
| 2002–2004 | Patrick            | Bonus Electrical                        |
| 2004–2006 | Diadora            | Bonus Electrical                        |
| 2006–2007 | Diadora            | Bonus Electrical, Gemtec                |
| 2007–2009 | Umbro              | Karoo, Gemtec , Kingston Communications |
| 2009–2010 | Umbro              | Totesport.com, Kingston Communications  |
| 2010–2011 | adidas             | Totesport.com                           |

## Producenci strojów
| Lata    | Producenci strojów |
| ------- | ------------------ |
| 1904–75 | None               |
| 1975–80 | Europa             |
| 1980–82 | Adidas             |
| 1982–88 | Admiral            |
| 1988–93 | Matchwinner        |
| 1993–95 | Pelada             |
| 1995–98 | Super League       |
| 1998–99 | Olympic Sports     |
| 1999–01 | Avec               |
| 2001–04 | Patrick            |
| 2004–07 | Diadora            |
| 2007–10 | Umbro              |
| 2010–13 | Adidas             |
| 2013–   | Umbro              |

## Inne drużyny

### Rezerwy Hull City A.F.C.
Rezerwy Hull City występują obecnie w Premier Reserves League North Division. Domowe mecze zespół ten rozgrywa na Road Ground, stadionie North Ferriby United
W sezonie 2006/2007 Hull zajęło czwarte miejsce w ligowej tabeli, zdobywając 31 punktów w 18 spotkaniach. Dotarli także do półfinału Pucharu Ligi, w którym przegrali 3:2 z rezerwami Hartlepool United

### Drużyna juniorów Hull City A.F.C.
Juniorzy Hull City występują obecnie w Football League Youth Alliance, zaś domowe mecze rozgrywają na stadionie drużyny Winterton Rangers.
W sezonie 2006/2007 juniorzy wygrali rozgrywki ligowe z różnicą dziesięciu punktów dzielących ich do drugiego miejsca. Dotarli także do czwartej rundy Młodzieżowego Pucharu Anglii, w którym przegrali 2:1 z drużyną juniorów Arsenalu. W sezonie 2007/2008 obronili tytuł i ponadto wygrali Puchar Ligi.

### Drużyna kobiet Hull City A.F.C.
Kobiecy zespół Hull City (Hull City Women A.F.C.) występuje obecnie w Northern Combination Women’s Football League. W sezonie 2006/2007 zakończyli rozgrywki na siódmym miejscu z 33 punktami na koncie.